# الدوري القبرصي الدرجة الثانية 1964–1965
الدوري القبرصي الدرجة الثانية 1964–1965 هو الموسم 10 من الدوري القبرصي الدرجة الثانية. أقيم خلال الفترة 19 ديسمبر 1964 وحتى 28 مارس 1965، وأشرف على تنظيمه اتحاد قبرص لكرة القدم، وكان عدد الأندية المشاركة فيه 8، وفاز فيه Orfeas Nicosia ‏.